# Tause
Le tause est une langue papoue parlée en Indonésie dans la province de Papouasie.

## Classification
Malcolm Ross (2005) inclut le tause dans son hypothèse d'une famille de langues papoues occidentales « étendue » rassemblant les langues papoues occidentales stricto sensu, les langues yawa, les langues bird's head de l'Est-sentani et une langue isolée, le burmeso. Haspelmath, Hammarström, Forkel et Bank rejettent cette proposition de papou occidental étendu et incluent le tause dans la famille des langues lakes plain.

## Sources
- (en) Malcolm Ross, 2005, Pronouns as a preliminary diagnostic for grouping Papuan languages, dans Andrew Pawley, Robert Attenborough, Robin Hide, Jack Golson (éditeurs) Papuan pasts: cultural, linguistic and biological histories of Papuan-speaking peoples, Canberra, Pacific Linguistics. pp. 15–66.